# Trierenberg Super Circuit
Trierenberg Super Circuit, från staden Linz i Österrike, är världens största fotosalong. De senaste tjugo åren har Trierenberg Super Circuit tagit emot hundra tusentals bilder från nästan samtliga av världens länder. Målet med tävlingen är att finna de allra bästa fotograferna från skilda stilar, tekniker och genrer. Såväl amatörer som meriterade proffsfotografer deltar. En utvald panel av domare väljer ut de bästa bidragen för prestigefulla pris: pengar, medaljer, troféer och slutligen Victoriastatyetten för salongens övergripande vinnare.